# Trento (Agusan del Sur)
Trento (cebuano: Lungsod sa Trento - Municipality of Trento), antaño conocido como Bahayan, es un municipio filipino de primera categoría, situado en la parte nordeste de la isla de Mindanao. Forma parte de  la provincia de Agusan del Sur situada en la Región Administrativa de Caraga, también denominada Región XIII. Para las elecciones está encuadrado en el Segundo Distrito Electoral.

## Geografía
Está situado en el extremo suroriental de la provincia, limítrofe con las de Valle de Compostela, Dávao Oriental y Surigao del Sur en la margen derecha del río Agusan.
Su término linda al norte con el municipio de Bunaguán; al sur con las mencionadas provincias de Valle de Compostela y de Dávao Oriental; al este con Surigao del Sur; y al oeste con el municipio de Santa Josefa

### Barangays
El municipio  deTrento se divide, a los efectos administrativos, en 16 barangayes o barrios, conforme a la siguiente relación:
| - Basa - Cuevas - Kapatungan - Langkila-an | - New Visayas - Población - Pulang-lupa - Salvación | - San Ignacio - San Isidro - San Roque - Santa María | - Tudela - Cebolin - Manat - Pangyan |  |

## Historia
Antiguamente Trento fue  un barrio de Bunaguán llamado Bahayan, nombre que del lastre de plomo que se coloca en la base de las redes de pesca. En 1845 cambió su nombre en recuerdo del Concilio de Trento (concilio ecuménico de la Iglesia católica desarrollado en periodos discontinuos durante 25 sesiones, entre el año 1545 y el 1563).
El actual territorio de Agusan del Sur fue parte de la provincia de Caraga durante la mayor parte del período español.
Así, a principios del siglo XX la isla de Mindanao se hallaba dividida en siete distritos o provincias.
El Distrito 3º de Surigao, llamado hasta 1858  provincia de Caraga tenía por capital el pueblo de Surigao e incluía la  Comandancia de Butuan.
Pertenecen a esta Comandancia  además de Mainit y sus visitas, todos los pueblos y visitas respectivas situados a orillas del río Agusan, entre los cuales se encontraba Veruela de  4,597 habitantes, con las visitas de Patrocinio, Borja, Vigo, San Pedro, Clavijo, Loreto, Gracia, Ausona, San José, Trento, Cuevas, Tudela y San Isidro.
En 1914, durante la ocupación estadounidense de Filipinas, fue creada la provincia de Agusan. Veruela fue uno de sus distritos municipales.
El 17 de junio de 1967 la provincia se divide en dos, pasando Veruela a formar parte de  Agusan del Sur.
El 15 de junio de 1968, se convirtió en un municipio independiente en virtud de la Ley de la República N º 5283.

## Fiestas
- Santikan Festival que se celebra entre los días 12 a 15 de junio. Derivado de la palabra manobo significado "a la huelga". Destacan sus diferentes competiciones.
- San Francisco de Asís, fiesta patronal que se celebra el 4 de octubre.